# Cologne (Gers)
Cologne település Franciaországban, Gers megyében. Lakosainak száma 920 fő (2022. január 1.). Cologne Sainte-Anne, Ardizas, Encausse, Saint-Cricq, Saint-Georges és Sirac községekkel határos.

## Népesség
A település népességének változása:
| Lakosok száma | 407  | 515  | 519  | 738  | 901  | 921  | 914  | 927  | 928  | 920  |
|               | 1968 | 1982 | 1990 | 2006 | 2013 | 2015 | 2017 | 2019 | 2020 | 2022 |